# Пластика (изобразительное искусство)
Пла́стика (греч. πλαστική — лепка) — разновидность изобразительного искусства, произведения которого имеют объёмную форму и выполняются из мягких материалов приёмами лепки. Поэтому художник, мастер, работающий в пластике, использует так называемые пластичные материалы: глину, пластилин, гипс, воск.
Искусство пластики основывается на особенном способе формообразования, называемом «формосложением» — прибавлением, наращиванием формы, например при лепке из глины на каркасе. Такой способ противополагается способу формовычитания, характерному для искусства скульптуры, или ваяния, произведения которого выполняются из твёрдых материалов методом высекания, удаления лишнего из начальной массы каменного или иного блока.
Различие двух способов формообразования объяснял Микеланджело в 1547 году в письме Бенедетто Варки: «Я разумею под скульптурой то искусство, которое осуществляется в силу убавления; искусство же, которое осуществляется путём прибавления, — подобно живописи». В оригинальном тексте: «„Искусство в силу убавления“ (итал. per forza di levare), — это ваяние в камне, когда скульптор, высекая фигуру, резцом снимает лишний материал. „ Искусство же, которое осуществляется путём прибавления“ (итал. per via di porre), — это лепка в глине, когда материал накладывается скульптором».
В классическом немецком искусствознании, в частности, в работах Пауля Франкла и Ганса Зедльмайра, используется подобная пара понятий процесса формообразования (нем. Formgebung): «вычитательного» (нем. divisieren) и «слагательного» (нем. additieren). У художника, который ежедневно, в течение многих лет работает над изобразительной формой, в зависимости от преимущественного использования того или иного способа, складывается определённый тип зрительного и осязательного восприятия формы и пространства.
Различия скульптурного и пластического способов формообразования подробно объясняет Б. Р. Виппер в курсе лекций «Введение в историческое изучение искусства»: «Хотя мы в просторечии часто употребляем термины „скульптура“ и „пластика“ в одинаковом значении, как наименование особого вида искусства, следует всё же подчеркнуть принципиальное различие между содержанием этих двух понятий (в их более узком смысле). Скульптор обрабатывает твёрдые материалы (камень, дерево); перед ним в начале работы сплошная компактная глыба, в которой он как бы угадывает очертания будущей статуи. В своей работе он идёт снаружи внутрь, отнимая (отсекая или срезывая) большие или меньшие лишние части. Напротив пластик работает в мягких материалах, он лепит, прибавляет материал, одним словом, процесс его работы идёт изнутри наружу. При этом в момент начала работы перед пластиком или вообще нет никакого материала, или же есть только скелет будущей статуи, стержень, который постепенно обрастает материалом. Итак, пластика — это искусство прибавления материала, скульптура — отнимания. Это различие сказывается не только во внешних приёмах техники, но и в существе художественного мировосприятия. Если мы проследим за исторической эволюцией искусства, то заметим, что на ранних стадиях развития обычно господствует скульптурный стиль, а на более поздних — пластический».
Этот же принцип положили в основу теории композиции и преподавания искусства В. А. Фаворский и П. Я. Павлинов.
Два способа формообразования в теории изобразительного искусства принято разделять и даже методически противопоставлять, например в процессе обучения скульпторов, однако в творческой практике они чаще совмещаются, следуя один за другим: например, художник лепит модель или подготовительный этюд из глины, гипса или воска, пользуясь пластическим способом, а затем переводит в твёрдый камень, используя способ формовычитания, либо отливает модель в бронзе. Отсюда неясность и двусмысленность определений при попытке упрощения формулировок.
В истории искусства термин «пластика» имеет много основных и производных значений: бронзовая пластика, мелкая фарфоровая пластика, пластичность, пластические искусства. Неудачным следует признать определение «пластические» (в значении изобразительные) искусства, поскольку качества пластичности могут характеризовать произведения самых разных видов искусства, включая архитектуру, балет, пантомиму, сценическое движение актёра («Сценическая пластика» — название учебного предмета для будущих актёров). Так М. С. Каган, ссылаясь на музыковеда Л. А. Мазеля, приводит в качестве примера термин «пластическая интонация» в музыке и определение «пластически-интонированное представление» в отношении искусства пантомимы.

## История
В античности искусство пластики связывали исключительно с лепкой из глины. Плиний Старший в подтверждение этого писал, что, как и живопись, обязанная своим происхождением краскам, которые получают из земли, «пластика обязана той же земле». И далее излагал следующую историю: «Лепить из глины портретные изображения первым придумал гончар Бутад из Сикиона, в Коринфе, благодаря дочери: влюблённая в юношу, она, когда тот уезжал в чужие края, обвела тень от его лица, падавшую на стену при светильнике, линиями, по которым её отец, наложив глину, сделал рельеф и, когда он затвердел, подверг обжигу вместе с прочими глиняными изделиями… Некоторые передают, что пластику самыми первыми придумали на Самосе Ройк и Теодор».
В этом отрывке примечательно осмысление связи искусства рисунка, лепки из глины (рельефа) и искусства керамики, а также, что эту легенду часто приводят в связи с мифологической версией происхождения искусства в целом.
Мастера, создававшего произведения способом лепки из глины, в старину именовали «пластом». Латинский эквивалент: (лат. fictor, от fictilis — глиняный, глиняный сосуд, глиняная табличка). «Пласмой» называли глиняную фигурку. Отсюда традиционное именование: коропластика — женские фигурки, вылепленные из глины, терракоты, в частности, в Танагре (танагрская коропластика). Мастерские коропластов активно работали и во многих других греческих городах. Например, богатая коллекция античной терракоты происходит из Херсонеса Таврического
В античности, в том числе в трактате Плиния, к «пластам», лепившим из мягких материалов, причисляли также «скульпторов по бронзе» (формовщиков, литейщиков), которых отличали от «скульпторов по мрамору», которые высекали статуи из твёрдого материала. В относительно позднее время мастера неоаттической школы в Италии середины II в. до н. э. — середины II в. н. э. повторяли знаменитые древнегреческие статуи, оригиналы которых представляли собой отливки из бронзы, в мраморе, часто по предыдущим мраморным репликам, поэтому в таких «повторениях повторений» неизбежно менялись качества формы и появлялись различные мраморные подпорки, замаскированные под «пеньки», «кустики», разного рода атрибуты, которые отсутствовали в оригиналах, о чём красноречиво писал Винкельман. Они не нужны в бронзе, но необходимы в скульптуре из хрупкого мрамора.
В истории декоративно-прикладного искусства распространено определение «мелкая фарфоровая пластика»: в этой области творческой деятельности мастер-модельер лепит из мягкого материала модель, с которой затем снимают форму и тиражируют отливки. Переходное положение между искусством пластики и скульптуры занимает резьба по камню, дереву, гипсу (ганчу). Поэтому в методическом и техническом плане иногда выделяют четыре разновидности: лепку в мягких материалах — технику, которую мы называем в узком смысле слова пластикой; обработку твёрдых материалов, или скульптуру в прямом смысле этого слова; резьбу по твёрдым материалам (например резьбу гемм), и технику отливки в гипсе, фарфоровой массе или бронзе, модели для которых могут быть выполнены и пластическим и скульптурным способами.

## Методика
Скульптор использует лепку в качестве способа изготовления предварительного этюда, эскиза будущей статуи, которую он намерен выполнить скульптурным способом в твёрдом материале. Такие этюды в Италии называют боццетто, но отличают от моделло — подготовительной модели будущей статуи небольшого размера (она могла выполняться из твёрдых материалов), которую затем механически увеличивали до нужных размеров; иногда с помощью специальной пунктировальной машины.
Бронзовые отливки, как правило, несут в себе качества, характерные для искусства пластики, — мягкость, плавность переходов, следы ручной лепки, своеобразную фактуру, игру света и тени. Эти особенности определяют второе значение термина «пластика» — зрительное качество формы, заключающееся в связности, текучести, плавности переходов от одной части к другой. Противоположное качество — тектоничность, более присущее искусству скульптуры и архитектуры.
Некоторые скульпторы, например Огюст Роден, игнорировали закономерности способов формообразования. Роден, как правило, лепил модель из глины пластическим способом, а затем его ученики и помощники переводили модель в самые разные материалы, и она, по-разному, но одинаково эффектно, выглядела и в мраморе, и в бронзе. Такие варианты одного и того же произведения можно видеть в разных музеях и все они считаются авторскими оригиналами. Медардо Россо считается скульптором, но он, работая с воском, в сущности, занимался пластикой и создавал произведения настолько пластически-живописные, с эффектами светотени просвечивающего материала, что их часто называли «живописью в пластике».
Переходное положение между искусством пластики и скульптуры занимает резьба по камню, дереву, гипсу (ганчу). Примечательно, что в некоторых исторических типах искусства и народных традициях закреплялись переходные или смешанные способы формообразования. Например, кочевники южно-русских степей, создавая золотые изделия в «зверином стиле», предпочитали не лепить, а вырезать модель ножом из воска, которую затем отливали из золота или бронзы. Такая техника объясняет особенный характер формы изображаемого животного, трактованной крупными плоскостями с чёткими гранями, сходными в образцах, вырезанных из дерева и отлитых из золота.
В истории искусства известны термины, характеризующие «пластические особенности» подобных переходных форм. Так, в отношении скульптурных шедевров древнегреческой классики ещё в XIX веке утвердились определения: «приданное движение» (нем.  einverleibte Bewegung ) и «обуздание развязанного движения» (нем.  fesselung entfesselter Bewegung ). Они подразумевают зрительное движение формы (пластику) в скульптуре, изображающей фигуру (в состоянии физического покоя, равновесия). Так называемая «классическая постановка» фигуры с переносом тяжести тела на одну ногу, отчего возникает контрапост и, как следствие, зрительное, пластическое движение формы: S-образная линия и хиазм. Таковы шедевры скульптора Поликлета из Афин: — «Дорифор» (копьеносец) и «Диадумен» (юноша, повязывающий победную повязку).
Особенно выразительным приёмом, придающим качества пластичности скульптуре, является приём «мокрые складки», плотно облегающие тело (фр. draperie mouillee), также хорошо известный по искусству античной классики, а затем эпохи Возрождения, маньеризма и барокко. Тот же приём используется в обучении будущих скульпторов.